# СК-1 (скафандр)

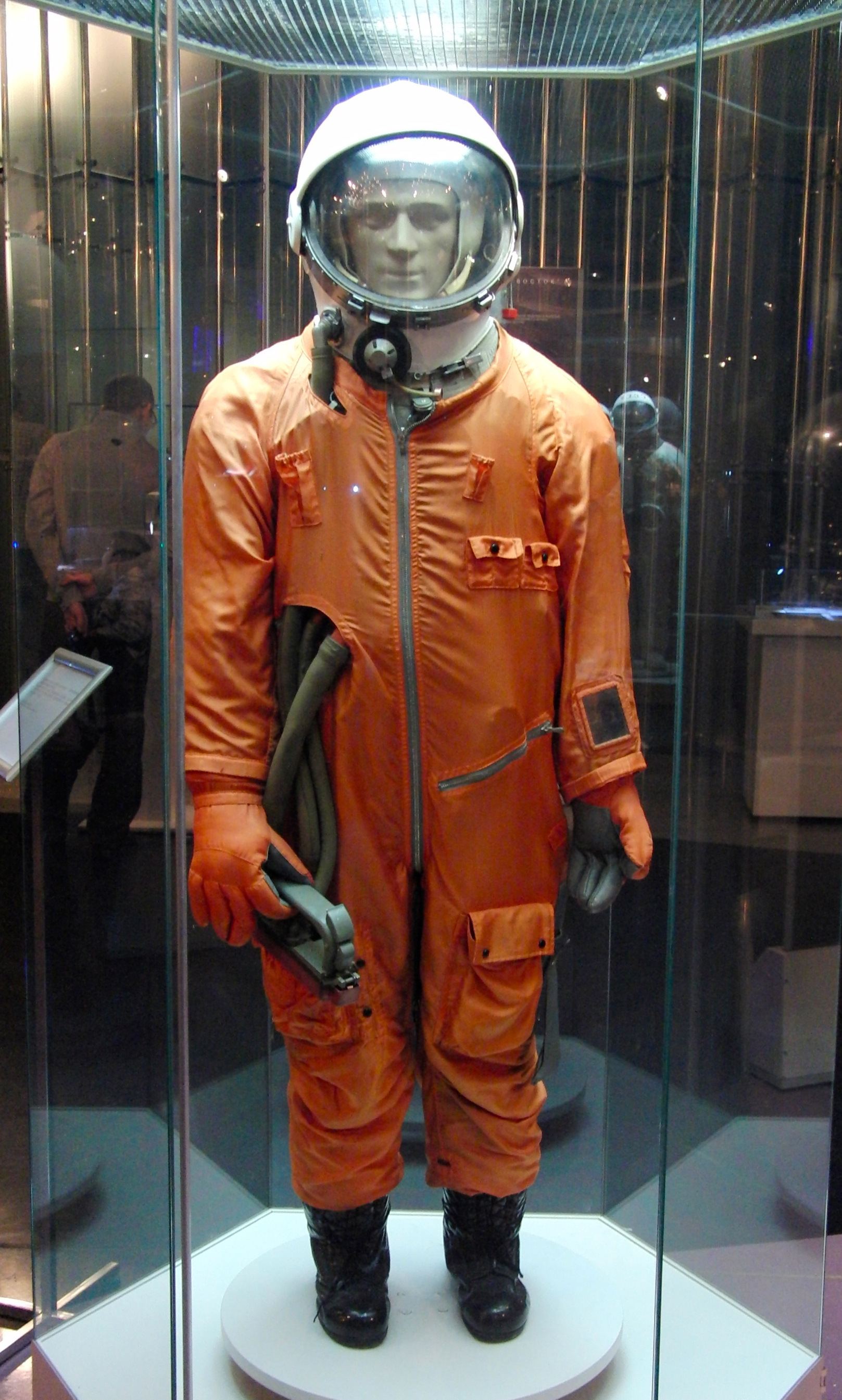
Скафандр СК-1

СК-1 (СК — скафандр космический) — серия первых в мире космических скафандров, которая была разработана в СССР для полётов первых космонавтов на космических кораблях серии «Восток» и использовались в 1961—1963 годах.
Каждый из скафандров серии СК-1 — это комплекс систем жизнеобеспечения и средств выживания для спасения космонавта при аварийном изменении условий окружающей среды на всех участках полёта и после приземления. Он состоит из двух слоёв: силового лавсанового и герметичного резинового с несъёмным шлемом. Для облегчения поиска космонавта была создана оранжевая оболочка, а на шлеме была нанесена надпись «СССР».

## История создания

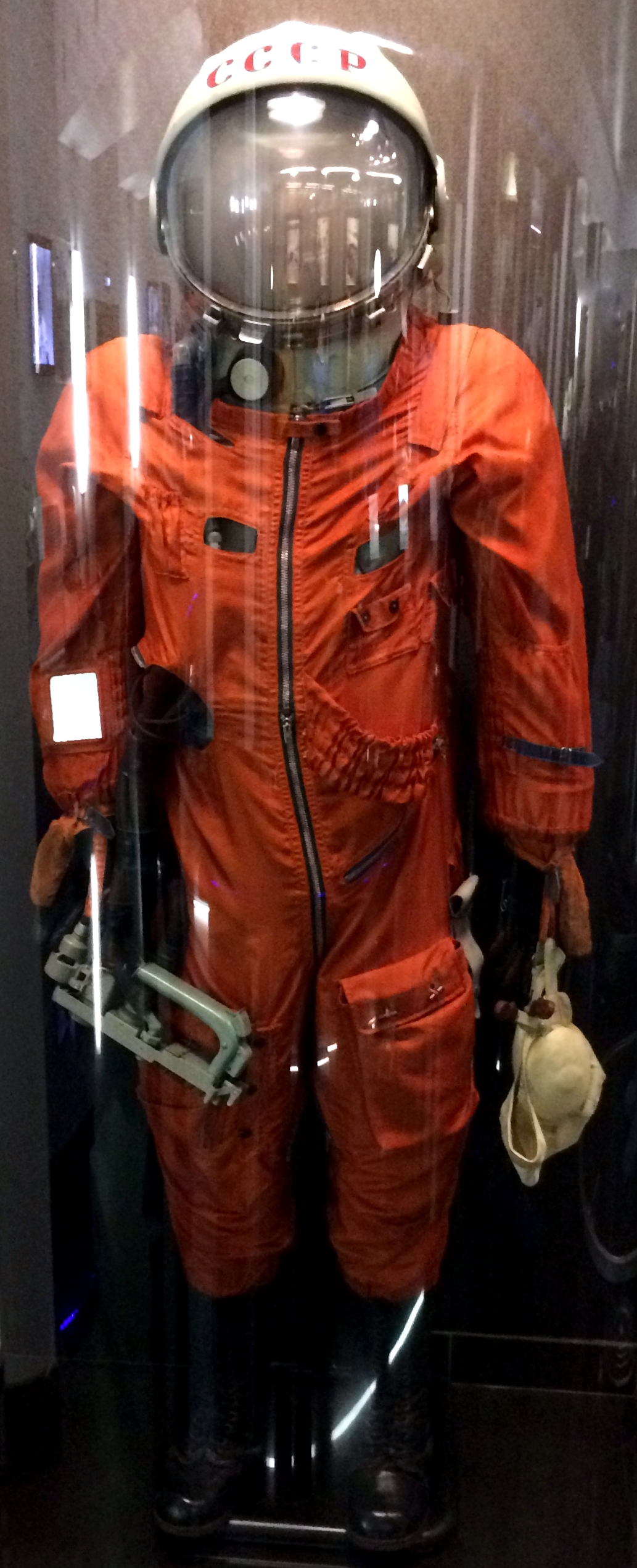
Скафандр Ю. А. Гагарина в ОАО «НПП Звезда»

Проектирование скафандра для первых космонавтов началось в январе 1959 года на заводе № 918 (ныне ОАО «НПП Звезда»), который был определён головной организацией по разработке технических средств обеспечения человеку жизненно-необходимых условий и средств спасения при полёте в космическое пространство. В феврале 1960 года проектные работы были приостановлены, поскольку у создателей корабля «Восток» во главе с К. П. Феоктистовым возникли проблемы с избытком массы корабля и необходимостью жёстко экономить на оборудовании. Разработчики космического корабля считали, что вероятность разгерметизации кабины незначительная и поэтому скафандр, по их мнению, будет излишеством. Они предлагали обойтись обычным утеплённым костюмом. Споры между изготовителями скафандра и разработчиками корабля продолжались до лета 1960 года, их прекратил начальник ОКБ-1 С. П. Королёв, заявив, что готов «отдать 500 кг, но чтобы скафандр с системой жизнеобеспечения был готов к концу года».
Специалисты «Звезды», имевшие к этому времени опыт создания скафандров для военных лётчиков, с заданием справились. Первые скафандры шились по размерам отобранных для полёта первых космонавтов — Ю. Гагарина и его дублёров — Г. Титова и Г. Нелюбова. К декабрю 1960 года было изготовлено 8 скафандров. СК-1 был выполнен в виде «мягкого» скафандра с несъёмным пространственным шлемом, сшит из двух слоев: силового лавсанового и герметичного резинового, который изготавливался из листовой резины методом элементарного склеивания. К скафандру был дополнительно сшит оранжевый чехол для облегчения поисковых работ космонавта, который после катапультирования из кабины космического корабля должен был приземляться на парашюте.
По схеме работы СК-1 являлся скафандром вентиляционного типа с раздельной вентиляцией (шлем отделён от оболочки резиновой шторкой, герметизирующейся по шее космонавта). Для обеспечения подвижности при рабочем избыточном давлении 270 гПа в области сгиба рук и ног человека на оболочке СК имелись специальные «мягкие» шарниры, а в зоне кисти — гермоподшипники.
Под оболочку скафандра надевался специальный теплозащитный комбинезон, в который монтировались трубопроводы системы вентиляции для создания теплового режима, удалялись выделяемые человеком влага и углекислота. Скафандр продувался через шланг воздухом из кабины. При разгерметизации шланг отсекался, автоматически закрывался иллюминатор шлема, и включалась подача воздуха, а затем кислорода из баллонов. Скафандры СК-1 обеспечивали спасение космонавта при разгерметизации кабины или при отказе бортовой СОЖ в течение 5 часов, а также жизнеобеспечение космонавта при катапультировании и последующем приземлении или приводнении. Скафандр имел специальное ассенизационное устройство, которым можно было пользоваться не раздеваясь.
Скафандр надевался с помощью одного человека в течение 5—10 минут, снимался самостоятельно.

## История использования

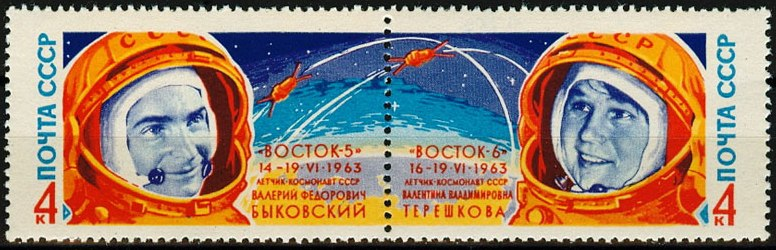
Почтовая марка СССР. 1963 год.
Космонавт В. Быковский в скафандре СК-1, космонавт В. Терешкова в СК-2

Скафандр СК-1 предназначался для космонавтов кораблей серии «Восток». В период подготовительных непилотируемых полётов он был отправлен в космос надетым на манекен. Первым из космонавтов в скафандре СК-1 на орбиту отправился Ю. А. Гагарин 12 апреля 1961 года. Перед стартом обнаружилось, что на скафандре отсутствуют яркие опознавательные знаки, и, чтобы после приземления Ю. А. Гагарина не приняли за шпиона (всем был памятен инцидент со сбитым в 1960 году американским лётчиком Пауэрсом), инженер «Звезды» Виктор Давидьянц вывел красной краской на уже надетом на Юрия Гагарина шлеме надпись «СССР».
СК-1 применялся во всех полётах космонавтов на кораблях «Восток» до 1963 года. В скафандрах СК-1 совершили полёт Ю. Гагарин, Г. Титов, А. Николаев, П. Попович, В. Быковский. Для первой в мире женщины-космонавта В. В. Терешковой в 1963 году был изготовлен специальный скафандр СК-2, покрой которого учитывал особенности женской анатомии и физиологии.

## Технические характеристики скафандра СК-1
- Масса скафандра — 20 кг[11] (по другой информации 23 кг[12]);
- Давление в скафандре при разгерметизации кабины — 270—300 гПа;
- Время поддержания жизнедеятельности человека:

 — в загерметизированной кабине в течение 12 суток;
 — при разгерметизации кабины — 5,0 ч и в течение 25 минут при снижении спускаемого аппарата;
 — при пребывании в холодной воде (после приводнения) в течение 12 часов (вне лодки) и в течение 3 суток после приземления или при нахождении в лодке при температуре до −15°С;
- защита при катапультировании на высотах до 8 км и скоростном напоре до 2800 кг/см²[12].

### Сноски
1. ↑  Инженеры доказали свою правоту, и 12 октября 1964 года экипаж, в который вошёл К. П. Феоктистов, впервые в мире совершил космический полёт на многоместном космическом корабле «Восход-1» без скафандров